# Osterstraße 65 (Hannover)

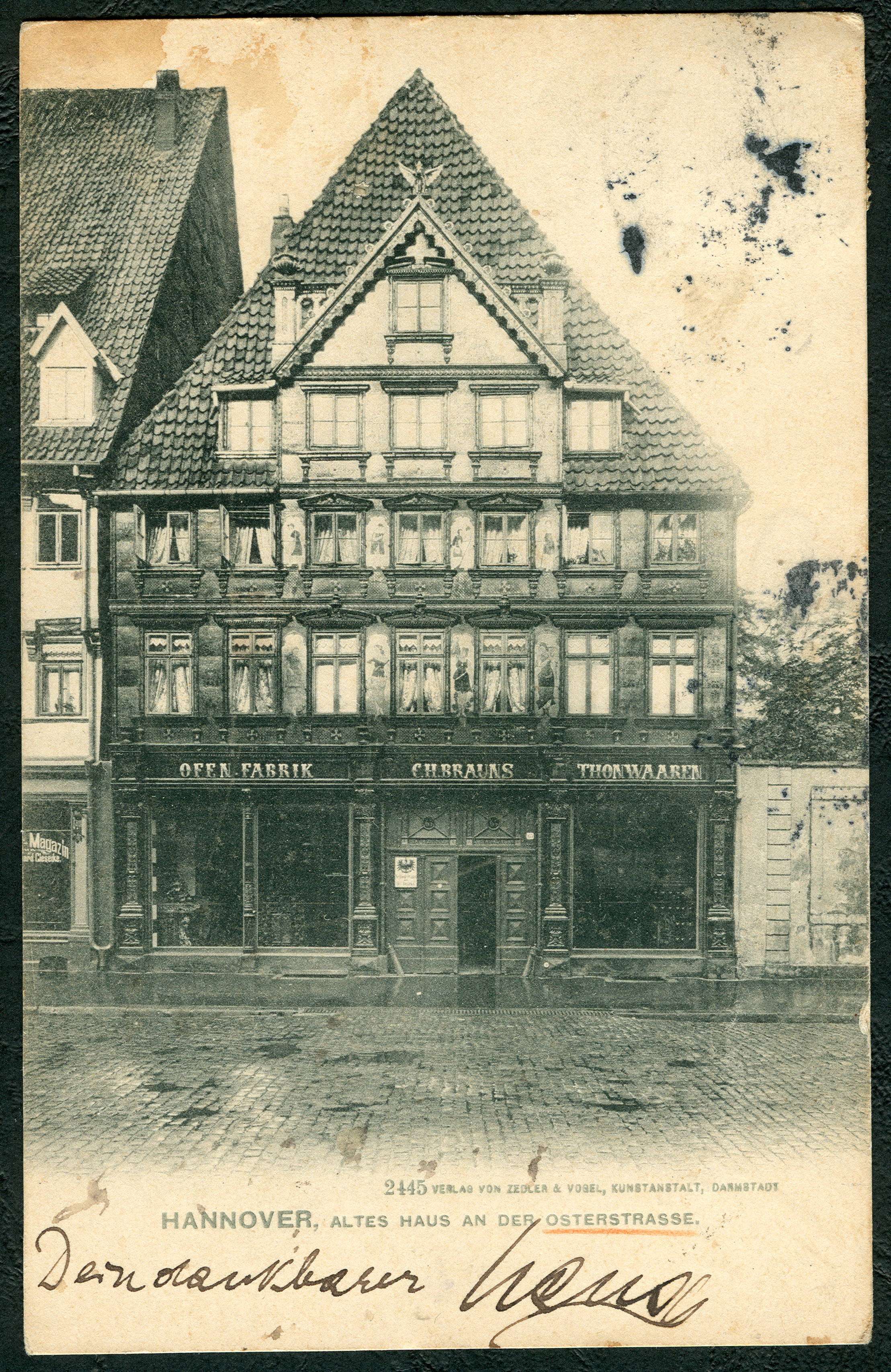
„Altes Haus in der Osterstraße“;
Ansichtskarte Nr. 2445 des Darmstädter Verlages Zedler & Vogel, um 1900

Osterstraße 65 lautete die Adresse eines Gebäudes in Hannover, das noch in der ersten Hälfte des 20. Jahrhunderts die Reihe der ältesten in Fachwerkbauweise erhaltenen Bürgerhäuser der Stadt anführte. Das ursprünglich von der Gotik geprägte Bauwerk fiel während der Luftangriffe auf Hannover im Zweiten Weltkrieg den Fliegerbomben zum Opfer.

## Geschichte
In den im Stadtarchiv Hannover erhaltenen Hausbüchern der niedersächsischen Landeshauptstadt konnte ermittelt werden, dass das Grundstück an der Osterstraße im Jahr 1522 von Bartold Brawer erworben wurde. Er gilt als mutmaßlicher Bauherr der bald darauf errichteten Immobilie, die unmittelbar an den Loccumer Hof angrenzte.
Die Entstehungszeit des giebelständigen Gebäudes, das ursprünglich links eine offene Einfahrt in den Hof des Hauses hatte, ermittelten die Denkmalpfleger Arnold Nöldeke und Gustav Darr anhand der in Minuskeln verfassten und auf die Bibel bezugnehmenden Jahresinschrift: „ANNO DM“ gefolgt von der römischen Zahl für das Jahr 1530. Die in die Zwickel gesetzte Inschrift fand sich auf dem Sturzbalken über der spitzbogigen, später überbauten Durchfahrt in Fachwerk an der Rückseite des Vorderhauses zwischen zwei Wappenschilden. Der Inhalt eines der Schilde wurde später von unbekannter Hand getilgt; auf dem im Historischen Museum Hannover erhaltenen Original oder zumindest einer Fotografie davon ist jedoch das Wappen der Stadt Hannover zu erkennen.
Neben der Durchfahrt fand sich rechts eine von der Diele zum Hofseitenflügel führende, mit Profil-Ziegelsteinen spitzbogig gemauerte Tür; sie bildete möglicherweise den Zugang zur Kemenate und wurde später zugemauert.
Zu Beginn des Dreißigjährigen Krieges wurde die Hofdurchfahrt um das Jahr 1620 überbaut, zugleich auch der Giebel des Vorderhauses abgewalmt. In dieser Zeit wurde über dem Torbogen des Seitenflügels im Hof ein Doppelwappen eingefügt mit den niederdeutschen Namen
„Joachim Brawer“ gilt damit als der Erbauer des Quergebäudes auf dem dann jahrhundertelang mit der Braugerechtsamen verbundenen Grundstück.

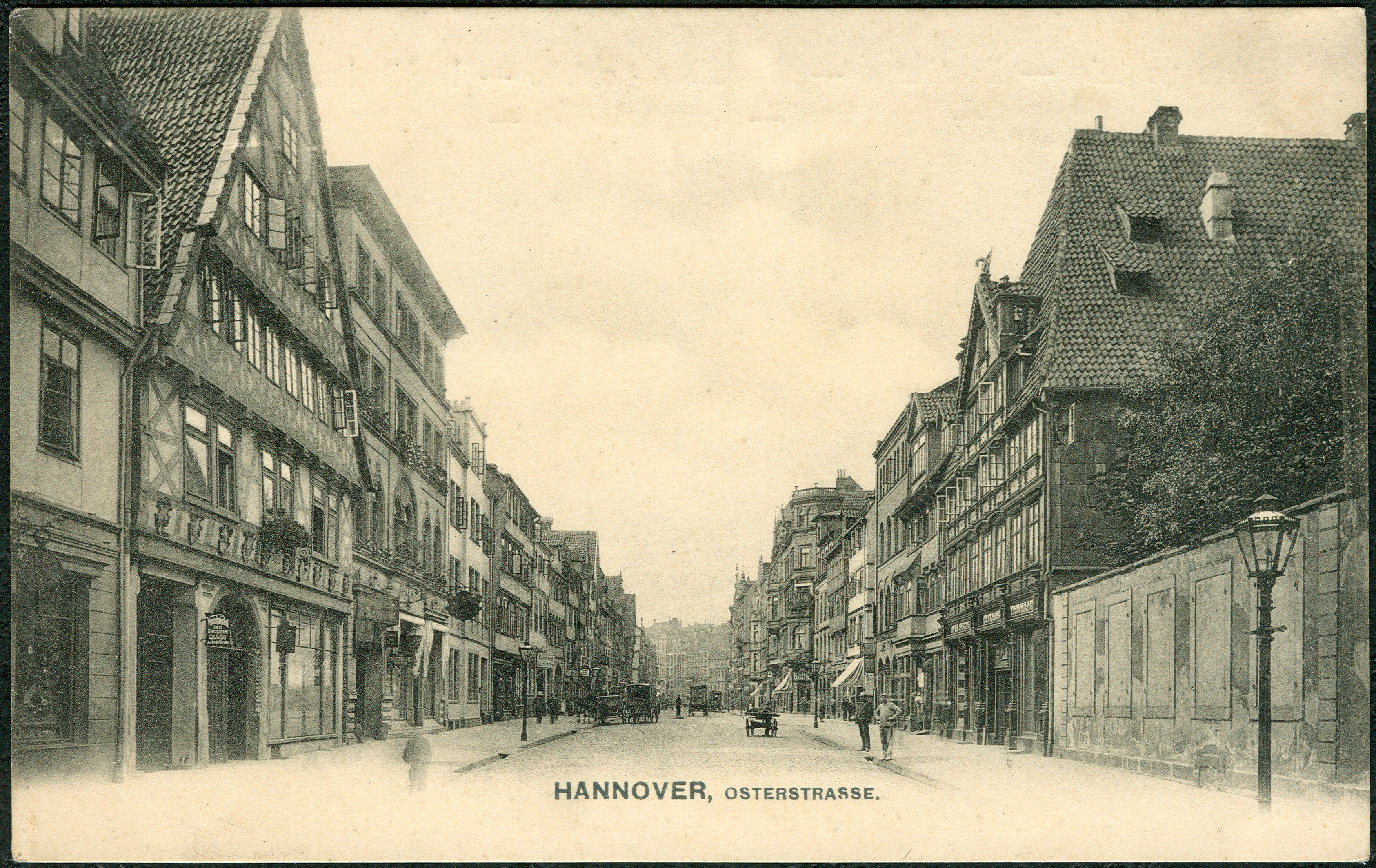
Aufnahme von 1905: Das Haus Osterstraße 65 im Vordergrund rechts, angrenzend die Mauer vom Loccumer Hof;
Ansichtskarte Nr. 4414 von Zedler & Vogel

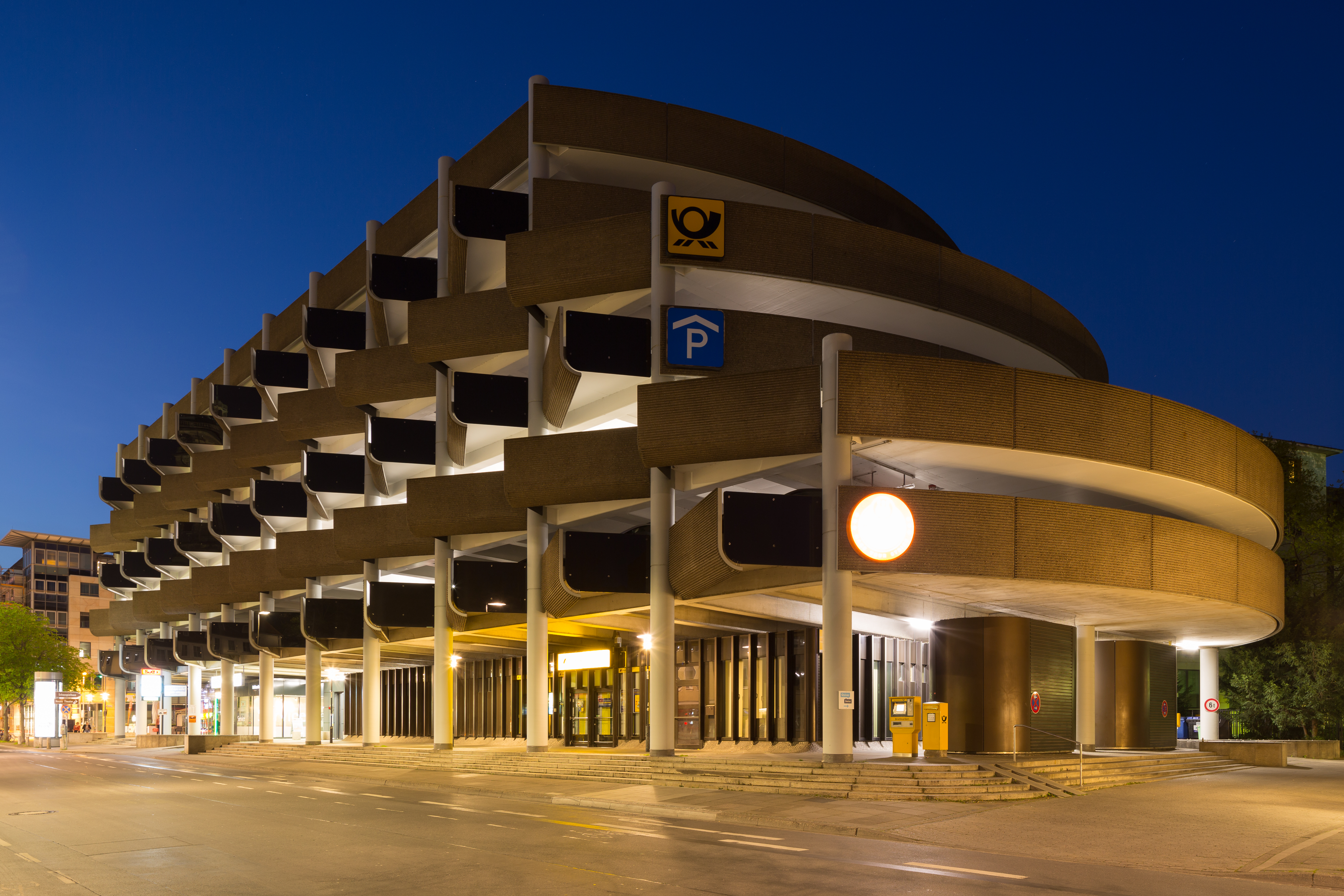
Ähnlicher Standort des Fotografen: Anstelle des alten Fachwerkhaus steht heute das Parkhaus Osterstraße

Im 19. Jahrhundert gelangte das Haus an der Osterstraße in den Besitz der Familie Brauns: Kurz nach den Befreiungskriegen gegen die Truppen von Napoleon und der Erhebung des vormaligen Kurfürstentums zum Königreich Hannover hatte Philipp Heinrich Brauns am 16. Dezember 1816 für 7500 Taler von dem Branntweinbrenner Heinrich Friedrich Rauper zunächst das „Brauhaus in der Osterstraße 185“ erworben und den nach ihm benannten Kohlenhandel P. H. Brauns gegründet. Die Steinkohle hierfür ließ er selbst abbauen, nahm später auch Eisen, Steine und Schmiedekohlen in sein Sortiment. Nach seinem Tod am 29. November 1846 übernahm seine Witwe Charlotte Brauns, geborene Meinecke, die Unternehmensleitung. In der unterdessen zur Residenzstadt erhobenen Gemeinde erhielt „C. H. Brauns, Ofenfabrikant“, vom Gewerbeverein für das Königreich Hannover veranstalteten 6. allgemeinen Ausstellung inländischer Erzeugnisse 1856 für einen weißglasierten Grundofen eine „kleine silberne Medaille“. Noch 1862 war die Witwe Brauns, „Ofenfabrikant“, Eigentümerin des an den Loccumer Hof angrenzenden Hauses Osterstraße 64, während das Gebäude mit der Hausnummer 65 mit dem Hinterhaus zunächst noch dem Branntweinbrenner Röders gehörte. Ebenfalls 1862 übernahm einer ihrer fünf Söhne, der Apotheker und Bürgervorsteher Christian Heinrich Brauns (gestorben 20. April 1900), die Firmenleitung, und verlegte „den Schwerpunkt des Geschäftes auf den Vertrieb von Eisenerzeugnissen“. Etwa zur selben Zeit saß der Ofenfabrikant gemeinsam mit anderen Herren Honoratioren im zwölfköpfigen Vorstand des Gewerbevereins.
Im Zuge der Industrialisierung setzte in der Gründerzeit die Brauns'sche Ofenfabrik als eine der ersten Unternehmen Hannovers eine „Otto-Langen'sche Gaskraftmaschine“ ein; sie hatte 1873 die Kraft von zwei Pferdestärken. Der Ruf der bei Brauns mit Majolika gefertigten Öfen und Kaminöfen und ihre Ausstellung im eigenen Hause drang nun rasch über die Grenzen Deutschlands hinaus.
Die in der Braunschen Fabrik „in tadelloser Form und mit besonders schöner Glasur“ gefertigten Öfen – und die des Mitbewerbers G. Schönewald aus Linden – ragten 1878 unten den Steingutwaren der auf der Allgemeinen Gewerbeausstellung der Provinz Hannover gezeigten Exponate heraus.
Um 1890 wurde ein Umbau des Gebäudes Osterstraße 65 vorgenommen; dabei wurden die Gewände der bisherigen Einfahrt auf die Hofseite des hannoverschen Reichsbankgebäudes transloziert.
Ende des 19. Jahrhunderts war der Senator Heinrich Konrad Brauns, der privat in der Löwenstraße 5 wohnte, Eigentümer des Hauses, in dem auch der seinerzeitige Fabrikant der im Erdgeschoss betriebenen Ofenfabrik C. H. Brauns wohnte. Aus dieser Zeit stammt die Ansichtskarte mit der Nummer 2445 mit dem Titel „HANNOVER, ALTES HAUS AN DER OSTERSTRASSE“, die das zuvor umgestaltete Gebäude mit der dreiteiligen Aufschrift „OFEN .FABRIK / C. H. BRAUNS / THONWAAREN“ zwischen den Eisenträgern über den Schaufenstern zeigt. Eine Besonderheit des Gebäudes waren seinerzeit die vielgestaltig gemalten Frauenfiguren zwischen den nach außen öffnenden Fenstern der beiden Obergeschosse.